# “四八”烈士殉难处
“四八”烈士殉难处，位于山西省吕梁市兴县城东南东会乡寨上村北黑茶山山侧，是中华人民共和国山西省文物保护单位之一。
1965年5月24日，授予山西省文物保护单位，是一座革命遗址及革命纪念建筑物。